# Helena Berimbau
Helena Berimbau (* 20. April 1973) ist eine portugiesische Badmintonspielerin. 

## Karriere
Helena Berimbau wurde 1992 erstmals portugiesische Meisterin. Weitere Titelgewinne folgten 1993, 1994, 1995, 1996, 2000 und 2001 auf eine Gesamtbilanz von sieben Meisterschaftsgewinnen.

## Sportliche Erfolge
| Saison | Veranstaltung                                | Disziplin   | Platz | Name                                |
| ------ | -------------------------------------------- | ----------- | ----- | ----------------------------------- |
| 1990   | Portugal: Einzelmeisterschaften der Junioren | Dameneinzel | 1     | Helena Berimnau                     |
| 1990   | Portugal: Einzelmeisterschaften der Junioren | Damendoppel | 1     | Alice Oliveira / Helena Berimbau    |
| 1991   | Portugal: Einzelmeisterschaften der Junioren | Mixed       | 1     | Carlos Caires / Helena Berimbau     |
| 1991   | Portugal: Einzelmeisterschaften der Junioren | Dameneinzel | 1     | Helena Berimbau                     |
| 1991   | Portugal: Einzelmeisterschaften der Junioren | Damendoppel | 1     | Anabela Goncalves / Helena Berimbau |
| 1992   | Portugal: Einzelmeisterschaften              | Dameneinzel | 1     | Helena Berimbau                     |
| 1993   | Portugal: Einzelmeisterschaften              | Dameneinzel | 1     | Helena Berimbau                     |
| 1994   | Portugal: Einzelmeisterschaften              | Damendoppel | 1     | Dina Rodrigues / Helena Berimbau    |
| 1995   | Portugal: Einzelmeisterschaften              | Dameneinzel | 1     | Helena Berimbau                     |
| 1996   | Portugal: Einzelmeisterschaften              | Dameneinzel | 1     | Helena Berimbau                     |
| 2000   | Portugal: Einzelmeisterschaften              | Damendoppel | 1     | Ana Ferreira / Helena Berimbau      |
| 2001   | Portugal: Einzelmeisterschaften              | Mixed       | 1     | Hugo Rodrigues / Helena Berimbau    |